# Unidades naturais
Em física, unidades naturais são unidades físicas de medida definidas em termos de constantes físicas universais. Dessa maneira, quaisquer constantes físicas escolhidas tomam o valor de 1 quando expressos em termos de um conjunto particular de unidades naturais. 
Unidades naturais representam expressões algébricas particulares elegantemente simplificadas aparecendo em leis físicas ou a normalização de algumas grandezas físicas escolhidas que são propriedades de partículas elementares universais e que devem razoavelmente se acreditar serem constantes. Contudo, o que pode ser apenas uma hipótese, acredita-se e força-se a serem constantes em um sistema de unidades naturais, e pode muito bem ser permitido ou mesmo variável em outro sistema natural de unidades. Unidades naturais são naturais porque a origem de sua definição advém somente de propriedades da natureza e não de qualquer constructo humano. Unidades de Planck são frequentemente, sem qualificação, chamadas "unidades naturais" mas são somente um sistema de unidades entre outros sistemas. Unidades de Planck podem ser consideradas únicas no que tal sistema de unidades não é baseado em propriedades de qualquer protótipo (no sentido de "modelo físico"), objeto, ou partícula mas são baseadas somente em propriedades do espaço livre. 
Como com qualquer conjunto de unidades básicas ou unidades fundamentais, as unidades básicas de um conjunto de unidades naturais irá incluir definições e valores para comprimento, massa, tempo, temperatura, e carga elétrica. Alguns físicos não têm reconhecido a temperatura como uma dimensão fundamental de grandeza física, já que ela simplesmente expressa a energia por grau de liberdade de uma partícula a qual pode ser expressa em termos de energia (ou massa, comprimento e tempo). Virtualmente cada sistema de unidades naturais normaliza a constante de Boltzmann a k=1, a qual pode ser entendido como simplesmente outra expressão da definição da unidade de temperatura. Em acréscimo, alguns físicos reconhecem carga elétrica como um dimensão fundamental isolada de grandeza física, mesmo se ela tenha sido expressa em termos de massa, comprimento e tempo em sistemas de unidades tais como o sistema eletrostático "CGS". Virtualmente cada sistema de unidades normaliza a permissividade do espaço livre a ε0=(4π)-1, a qual pode ser entendido como uma expressão da definição de unidade de carga. Isto sugere que a controversa adoção em unidades CGS e subsequentemente unidades SI da ideia de Georgi de expressar a lei de Coulomb não como F=kq1q2/r2 mas numa "racionalizada" forma de F= (4πε0)-1q1q2/r2 pode não ter sido a "escolha mais natural" de todas. 

## Constantes físicas pretendentes a serem usadas em sistemas de unidades naturais
As constantes físicas pretendentes a serem normalizadas são escolhidas daquelas da tabela abaixo. Note-se que somente um menor conjunto delas pode ser normalizada em qualquer sistema de unidades sem contradição por definição (e.g., me e mp não podem ambas serem definidas como a unidade de massa em um único sistema). 
| Constante                        | Símbolo | Dimensão     |
| -------------------------------- | --- | ------------ |
| velocidade da luz no vácuo       | {\displaystyle {c}\ } | L T-1        |
| Constante gravitacional          | {\displaystyle {G}\ } | M-1L3T-2     |
| Constante de Planck ("reduzida") | {\displaystyle \hbar ={\frac {h}{2\pi }}}                                                                                       | ML2T-1       |
| Constante da força de Coulomb    | {\displaystyle {\frac {1}{4\pi \varepsilon _{0}}}} onde {\displaystyle {\varepsilon _{0}}\ } é a permissividade do espaço livre | Q-2 M L3 T-2 |
| Carga elementar                  | {\displaystyle e\ } | Q            |
| Massa do elétron                 | {\displaystyle m_{e}\ } | M            |
| Massa do próton                  | {\displaystyle m_{p}\ } | M            |
| Constante de Boltzmann           | {\displaystyle {k}\ } | ML2T-2Θ-1    |

Constantes físicas adimensionais tais como a constante de estrutura fina
{\displaystyle \alpha \ \equiv {\frac {e^{2}}{\hbar c(4\pi \varepsilon _{0})}}={\frac {1}{137.03599911}}}
não podem tomar um valor numérico diferente não importando em qual sistema de unidades é usada. De forma criteriosa escolhem-se unidades que podem somente normalizar constantes físicas que tenham dimensão. Desde que α é um número adimensional fixo não igual a 1, não é possível definir um sistema natural de unidades que normalize todas as constantes físicas que compreendem α. Qualquer 3 das 4 constantes: c, {\displaystyle \hbar }, e, ou 4πε0, podem ser normalizadas (deixando a constante física restante tomar um valor que é uma simples função de α, atestando a natureza fundamental da constante de estrutura fina) mas não todas as 4.

## Unidades de Planck
| Grandeza           | Expressão                                                      | Valor métrico      |
| ------------------ | -------------------------------------------------------------- | ------------------ |
| Comprimento (L)    | {\displaystyle l_{P}={\sqrt {\frac {\hbar G}{c^{3}}}}}         | 1.61609735×10-35 m |
| Massa (M)          | {\displaystyle m_{P}={\sqrt {\frac {\hbar c}{G}}}}             | 21.7664598 μg      |
| Tempo (T)          | {\displaystyle t_{P}={\sqrt {\frac {\hbar G}{c^{5}}}}}         | 5.3907205×10-44 s  |
| Carga elétrica (Q) | {\displaystyle q_{P}={\sqrt {\hbar c(4\pi \varepsilon _{0})}}} | 1.87554573×10-18 C |
| Temperatura (Θ)    | {\displaystyle T_{P}={\sqrt {\frac {\hbar c^{5}}{Gk^{2}}}}}    | 1.4169206×1032 K   |

{\displaystyle c=1\ }
{\displaystyle G=1\ }
{\displaystyle \hbar =1\ }
{\displaystyle {\frac {1}{4\pi \varepsilon _{0}}}=1}
{\displaystyle k=1\ }
{\displaystyle e={\sqrt {\alpha }}\ }
As constantes físicas que as unidades de Planck normalizam são propriedades do espaço livre e não propriedades (tais como carga, massa, tamanho ou raio) de qualquer objeto ou partícula elementar (que teria que ser escolhido arbitrariamente). Sendo assim, as unidades de Planck são definidas independentemente da carga elementar a qual, se medida em termos de unidades de Planck, chega-se a raiz quadrada da constante de estrutura fina, √α. Em unidades de Planck uma variação concebível no valor da adimensional α seria considerada como devida a uma variação do carga elementar.

## Unidades de Stoney
| Grandeza           | Expressão                                                                         | Valor métrico   |
| ------------------ | --------------------------------------------------------------------------------- | --------------- |
| Comprimento (L)    | {\displaystyle l_{S}={\sqrt {\frac {Ge^{2}}{c^{4}(4\pi \varepsilon _{0})}}}}      | 1.38068×10-36 m |
| Massa (M)          | {\displaystyle m_{S}={\sqrt {\frac {e^{2}}{G(4\pi \varepsilon _{0})}}}}           | 1.85921×10-9 kg |
| Tempo (T)          | {\displaystyle t_{S}={\sqrt {\frac {Ge^{2}}{c^{6}(4\pi \varepsilon _{0})}}}}      | 4.60544×10-45 s |
| Carga elétrica (Q) | {\displaystyle q_{S}=e\ }                                                         | 1.60218×10-19 C |
| Temperatura (Θ)    | {\displaystyle T_{S}={\sqrt {\frac {c^{4}e^{2}}{G(4\pi \varepsilon _{0})k^{2}}}}} | 1.21028×1031 K  |

{\displaystyle c=1\ }
{\displaystyle G=1\ }
{\displaystyle e=1\ }
{\displaystyle {\frac {1}{4\pi \varepsilon _{0}}}=1}
{\displaystyle k=1\ }
{\displaystyle \hbar ={\frac {1}{\alpha }}\ }
George Johnstone Stoney foi o primeiro físico a introduzir o conceito de unidades naturais. Ele apresentou a ideia em um artigo intitulado "On the Physical Units of Nature" (Sobre as Unidades Físicas da Natureza) entregue à British Association em 1874. Unidades de Stoney fixam a carga elementar e permitem à constante de Planck flutuar. Elas podem ser obtidas das unidades de Planck com a substituição: 
{\displaystyle \hbar \leftarrow \alpha \hbar ={\frac {e^{2}}{c(4\pi \varepsilon _{0})}}}.
Isto remove a constante de Planck das definições e o valor tomado em unidades de Stoney é o recíproco da constante de estrutura fina, 1/α. Em unidades de Stoney uma variação considerável no valor da adimensional α será considerada devida à variação na constante de Planck.

## Unidades de "Schrödinger"
| Grandeza           | Expressão                                                                                       | Valor métrico       |
| ------------------ | ----------------------------------------------------------------------------------------------- | ------------------- |
| Comprimento (L)    | {\displaystyle l_{\psi }={\sqrt {\frac {\hbar ^{4}G(4\pi \varepsilon _{0})^{3}}{e^{6}}}}}       | 2.59276×10-32 m     |
| Massa (M)          | {\displaystyle m_{\psi }={\sqrt {\frac {e^{2}}{G(4\pi \varepsilon _{0})}}}}                     | 1.85921×10-9 kg     |
| Tempo (T)          | {\displaystyle t_{\psi }={\sqrt {\frac {\hbar ^{6}G(4\pi \varepsilon _{0})^{5}}{e^{10}}}}}      | 1.18516×10-38 s     |
| Carga elétrica (Q) | {\displaystyle q_{\psi }=e\ }                                                                   | 1.602176487×10-19 C |
| Temperatura (Θ)    | {\displaystyle T_{\psi }={\sqrt {\frac {e^{10}}{\hbar ^{4}(4\pi \varepsilon _{0})^{5}Gk^{2}}}}} | 6.44490×1026 K      |

{\displaystyle e=1\ }
{\displaystyle G=1\ }
{\displaystyle \hbar =1\ }
{\displaystyle {\frac {1}{4\pi \varepsilon _{0}}}=1}
{\displaystyle k=1\ }
{\displaystyle c={\frac {1}{\alpha }}\ }
O nome foi cunhado por Michael Duff. Elas podem ser obtidas das unidades de Planck com a substituição: 
{\displaystyle c\leftarrow \alpha c={\frac {e^{2}}{\hbar (4\pi \varepsilon _{0})}}}.
Isto remove a velocidade da luz das definições e o valor tomado em unidades de Schrödinger é a recíproca da constante de estrutura fina, 1/α. Em unidades de Schrödinger uma considerável variação no valor da adimensional α será considerada devida a variação da velocidade da luz.

## Unidades atômicas (Hartree)
| Grandeza           | Expressão                                                                          |
| ------------------ | ---------------------------------------------------------------------------------- |
| Comprimento (L)    | {\displaystyle l_{A}={\frac {\hbar ^{2}(4\pi \varepsilon _{0})}{m_{e}e^{2}}}}      |
| Massa (M)          | {\displaystyle m_{A}=m_{e}\ }                                                      |
| Tempo (T)          | {\displaystyle t_{A}={\frac {\hbar ^{3}(4\pi \varepsilon _{0})^{2}}{m_{e}e^{4}}}}  |
| Carga elétrica (Q) | {\displaystyle q_{A}=e\ }                                                          |
| Temperatura (Θ)    | {\displaystyle T_{A}={\frac {m_{e}e^{4}}{\hbar ^{2}(4\pi \varepsilon _{0})^{2}k}}} |

{\displaystyle e=1\ }
{\displaystyle m_{e}=1\ }
{\displaystyle \hbar =1\ }
{\displaystyle {\frac {1}{4\pi \varepsilon _{0}}}=1}
{\displaystyle k=1\ }
{\displaystyle c={\frac {1}{\alpha }}\ }
Primeiramente proposta por Douglas Hartree para simplificar a física do átomo de hidrogênio. Michael Duff chama estas de "unidades de Bohr". A unidade de energia neste sistema é a energia total do elétron na órbita circular do átomo de Bohr e é chamada de energia de Hartree, Eh. A unidade de velocidade é a velocidade deste elétron, a unidade de massa é a massa do elétron, me, e a unidade de comprimento é o raio de Bohr, {\displaystyle a_{0}=4\pi \varepsilon _{0}\hbar ^{2}/m_{e}e^{2}\ }. Elas podem ser obtidas das unidades de "Schrödinger" com a substituição: 
{\displaystyle G\leftarrow \alpha G\left({\frac {m_{P}}{m_{e}}}\right)^{2}={\frac {e^{2}}{4\pi \varepsilon _{0}m_{e}^{2}}}\ }.
Isto remove a velocidade da luz (assim como a constante gravitacional) das definições e o valor tomada em unidades atômicas é o recíproco da constante de estrutura fina, 1/α. Em unidades atômicas uma considerável variação no valor da adimensional α será considerada devida à variação da velocidade da luz.

## Sistema eletrônico de unidades
| Grandeza           | Expressão                                                                |
| ------------------ | ------------------------------------------------------------------------ |
| Comprimento (L)    | {\displaystyle l_{e}={\frac {e^{2}}{c^{2}m_{e}(4\pi \varepsilon _{0})}}} |
| Massa (M)          | {\displaystyle m_{e}=m_{e}\ }                                            |
| Tempo (T)          | {\displaystyle t_{e}={\frac {e^{2}}{c^{3}m_{e}(4\pi \varepsilon _{0})}}} |
| Carga elétrica (Q) | {\displaystyle q_{e}=e\ }                                                |
| Temperatura (Θ)    | {\displaystyle T_{e}={\frac {m_{e}c^{2}}{k}}}                            |

{\displaystyle c=1\ }
{\displaystyle e=1\ }
{\displaystyle m_{e}=1\ }
{\displaystyle {\frac {1}{4\pi \varepsilon _{0}}}=1}
{\displaystyle k=1\ }
{\displaystyle \hbar ={\frac {1}{\alpha }}\ }
Michael Duff chamou estas "unidades de Dirac". Elas podem ser obtidas das unidades de Stoney com a substituição: 
{\displaystyle G\leftarrow \alpha G\left({\frac {m_{P}}{m_{e}}}\right)^{2}={\frac {e^{2}}{4\pi \varepsilon _{0}m_{e}^{2}}}\ }.
Elas podem ser obtidas das unidades atômicas com a substituição:
{\displaystyle \hbar \leftarrow \alpha \hbar ={\frac {e^{2}}{c(4\pi \varepsilon _{0})}}}.
Similarmente às unidades de Stoney, uma variação considerável no valor de α será considerada devida a variação na constante de Planck. 

## Sistema de unidades eletrodinâmicas quânticas (Stille)
| Grandeza           | Expressão                                                       |
| ------------------ | --------------------------------------------------------------- |
| Comprimento (L)    | {\displaystyle l_{\mathrm {QED} }={\frac {\hbar }{m_{p}c}}}     |
| Massa (M)          | {\displaystyle m_{\mathrm {QED} }=m_{p}\ }                      |
| Tempo (T)          | {\displaystyle t_{\mathrm {QED} }={\frac {\hbar }{m_{p}c^{2}}}} |
| Carga elétrica (Q) | {\displaystyle q_{\mathrm {QED} }=e\ }                          |
| Temperatura (Θ)    | {\displaystyle T_{\mathrm {QED} }={\frac {m_{p}c^{2}}{k}}}      |

{\displaystyle c=1\ }
{\displaystyle e=1\ }
{\displaystyle m_{p}=1\ }
{\displaystyle {\frac {1}{4\pi \varepsilon _{0}}}={\alpha }\ }
{\displaystyle k=1\ }
{\displaystyle \hbar =1\ }
Também a massa do próton podem ser substituída pela massa do elétron. Uma variação considerável no valor de α seria considerada como devida a variação em {\displaystyle \varepsilon _{0}\ }. A métrica de Minkowsky é invariante frente à transformação de Lorentz.

## Unidades geometrizadas
{\displaystyle c=1\ }
{\displaystyle G=1\ }
O sistema de unidades geometrizadas não é um sistema completamente definido ou único. Neste sistema, as unidades físicas básicas são escolhidas de modo que velocidade da luz e a constante gravitacional são definidas iguais à unidade, deixando a latitude também definir algumas outras constantes, tais como a constante de Boltzmann e a constante da força de Coulomb iguais à unidade: 
{\displaystyle k=1\ }
{\displaystyle {\frac {1}{4\pi \varepsilon _{0}}}=1}
Se a constante reduzida de Planck também definida à unidade,
{\displaystyle \hbar =1\ }
então as unidades geometrizadas são idênticas as unidades de Planck. 

## Unidades de N corpos
| Grandeza        | Expressão                                                                                                |
| --------------- | --- |
| Comprimento (R) | {\displaystyle {\frac {1}{R}}={\frac {1}{N(N-1)}}\sum _{i=1}^{N}\sum _{j=1}^{N}{\frac {1}{r_{j}-r_{i}}}} |
| Massa (M)       | {\displaystyle M=\sum _{i=1}^{N}m_{i}}                                                                   |

{\displaystyle M=1\ }
{\displaystyle G=1\ }
{\displaystyle R=1\ }
Unidades de N corpos são um sistema de unidades completamente autocontido usado para simulações de N corpos de sistemas autogravitantes em astrofísica. Neste sistema, as unidades físicas básicas são escolhidas de modo que a massa total (M), a constante gravitacional (G) e o raio virial (R) são definidos como iguais à unidade. O pressuposto subjacente é que o sistema de N objetos (estrelas) satisfaz o teorema virial. A consequência das unidades padrões de N corpos é que a velocidade de dispersão do sistema é {\displaystyle v=1/{\sqrt {2}}} e que a dinâmica da passagem do tempo estabelece-se em escala como {\displaystyle t=2{\sqrt {2}}}.
A primeira menção das unidades padrões de N corpos foi feito por Michel Hénon (1971)
.
Elas foram adotadas por Haldan Cohn (1979)

e posteriormente largamente divulgadas e generalizadas por Douglas Heggie e Robert Mathieu (1986).